# ریچموند (اوهایو)
ریچموند (به انگلیسی: Richmond) یک منطقهٔ مسکونی در ایالات متحده آمریکا است که در شهرستان جفرسون، اوهایو واقع شده‌است. ریچموند ۱٫۴۳ کیلومتر مربع مساحت و ۴۸۱ نفر جمعیت دارد و ۳۷۹ متر بالاتر از سطح دریا واقع شده‌است.